# Ponte Chroy Changvar
Il ponte Chroy Changvar, anche chiamato ponte dell'amicizia (Cambogia-Giappone)  e ponte dell'amicizia (Cambogia-Cina), è un ponte stradale che attraversa il fiume Tonle Sap a Phnom Penh in Cambogia.
Il ponte è lungo 709 m e collega la capitale alla penisola di Chroy Changvar. Fino al 2010 è stato di fondamentale importanza in quanto era l'unico collegamento tra Phnom Penh e le province del Nord e Nord-Est senza traghettare. Mette in comunicazione la Strada nazionale 1 nel suo tratto urbano (Preah Monivong Boulevard) e la Strada nazionale 6A che si dirama verso nord. Fa parte della Asian Higway 11 (AH11).

## Storia
Il primo ponte è stato costruito nel 1966, ma fu gravemente danneggiato dai Khmer rossi. Nel 1995, grazie ad una donazione dal Giappone, fu ricostruito e rinominato Ponte dell'amicizia (Cambogia-Giappone). Interessato da un alto volume di traffico nel 2014  vi venne affiancato sul lato nord un secondo ponte costruito con una donazione arrivata dalla Cina e chiamato Ponte dell'amicizia (Cambogia-Cina).